# 国民議会 (ガーナ)
国民議会（こくみんぎかい、英語: Parliament of Ghana）は、ガーナの議会である。

## 議会構成

### 任期
4年。

### 定数
276人。

### 選挙
小選挙区制。
特定の民族や地域、または宗教を代表する政党の結成は禁止されているほか、政党は3分の2以上の選挙区に支部を持つ必要がある。